# Allocosa pugnatrix
Allocosa pugnatrix este o specie de păianjeni din genul Allocosa, familia Lycosidae. A fost descrisă pentru prima dată de Keyserling, 1877. Conform Catalogue of Life specia Allocosa pugnatrix nu are subspecii cunoscute.